# 曼哈顿大道-西120-123街历史区
曼哈顿大道-西120-123街历史区（Manhattan Avenue–West 120th–123rd Streets Historic District）是纽约市哈莱姆区的一个美国历史区，包括113栋建于1886年至1896年之间的三层褐石和砖砌排屋住宅，属于安妮女王、罗马复兴和希腊复兴风格。。
它于1992年被列入国家史迹名录。